# Paul Martini
Paul Lloyd Martini (Weston, Ontário, 2 de novembro de 1960) é um ex-patinador artístico canadense. Martini conquistou com Barbara Underhill uma medalha de ouro e uma de bronze em campeonatos mundiais. Underhill e Martini também competiram nos Jogos Olímpicos de Inverno de 1980 e 1984.

## Principais resultados

### Com Barbara Underhill
| Resultados                                            | Resultados      | Resultados      | Resultados      | Resultados      | Resultados      | Resultados        | Resultados      | Resultados    | Resultados    | Resultados    | Resultados    | Resultados    |
| Internacional                                         | Internacional   | Internacional   | Internacional   | Internacional   | Internacional   | Internacional     | Internacional   | Internacional | Internacional | Internacional | Internacional | Internacional |
| Evento/Temporada                                      | 1977– 1978      | 1978– 1979      | 1979– 1980      | 1980– 1981      | 1981– 1982      | 1982– 1983        | 1983– 1984      |               |               |               |               |               |
| ----------------------------------------------------- | --------------- | --------------- | --------------- | --------------- | --------------- | ----------------- | --------------- | ------------- | ------------- | ------------- | ------------- | ------------- |
| Jogos Olímpicos                                       |                 |                 | 9.º             |                 |                 |                   | 7.º             |               |               |               |               |               |
| Campeonato Mundial                                    |                 | 11.º            | 11.º            | 7.º             | 4.º             | Medalha de bronze | Medalha de ouro |               |               |               |               |               |
| Ennia Challenge Cup                                   |                 | 5.º             |                 |                 | Medalha de ouro |                   |                 |               |               |               |               |               |
| Grand Prix St. Gervais                                |                 | Medalha de ouro |                 |                 |                 |                   |                 |               |               |               |               |               |
| Nebelhorn Trophy                                      |                 | Medalha de ouro |                 |                 |                 |                   |                 |               |               |               |               |               |
| NHK Trophy                                            |                 |                 |                 | Medalha de ouro |                 | Medalha de ouro   |                 |               |               |               |               |               |
| Prize of Moscow News                                  |                 |                 | 5.º             |                 |                 |                   |                 |               |               |               |               |               |
| Skate America                                         |                 |                 |                 |                 | Medalha de ouro |                   |                 |               |               |               |               |               |
| Internacional – Júnior                                |                 |                 |                 |                 |                 |                   |                 |               |               |               |               |               |
| Campeonato Mundial Júnior                             | Medalha de ouro |                 |                 |                 |                 |                   |                 |               |               |               |               |               |
| Nacional                                              |                 |                 |                 |                 |                 |                   |                 |               |               |               |               |               |
| Campeonato Canadense                                  |                 | Medalha de ouro | Medalha de ouro | Medalha de ouro | Medalha de ouro | Medalha de ouro   |                 |               |               |               |               |               |
| Campeonato Canadense – Júnior                         | Medalha de ouro |                 |                 |                 |                 |                   |                 |               |               |               |               |               |
|                                                       |                 |                 |                 |                 |                 |                   |                 |               |               |               |               |               |
| Legenda: Competição não foi disputada nesta temporada |                 |                 |                 |                 |                 |                   |                 |               |               |               |               |               |